# Kabakçı Mustafa
Kabakçı Mustafa o Kabakcioghlu Mustafa fou un genísser turc originari de Kastamonu.
Fou escollit cap pels yamaks (geníssers supernumeraris) revoltats a les fortaleses de la riba rumèlia (rumelikavak) del Bòsfor (25 de maig de 1807) a proposta del caimacan del gran visir, Köse Musa Paixà, i del xaikh al-Islam Ata Allah Efendi. Va dirigir la revolta amb encert, fent matar als organitzadors de les noves unitats creades per Selim III conegudes com els Nizam-i djedid, i preparant la pujada al tron de Mustafà IV el 29 de maig de 1807.
Fou nomenat comandant de les fortaleses rumelianes del Bòsfor i va col·laborar amb el shaykh al-Islam, després amb el nou caimacan Mahmud Tayyar Paixà i altre cop amb el xaikh al-Islam, però fou assassinat el 13 de juliol de 1808 a Rumelifeneri per Ali Agha, governador de Pinarhisar, enviat per Bayrakdar Mustafà Paixà, que va restaurar Selim III al tron.